# Cratere Priscilla
Priscilla è un cratere lunare di 1,5 km situato nella parte sud-occidentale della faccia visibile della Luna.